# Вазюк
Вазю́к (рос. Вазюк) — селище у складі Опарінського району Кіровської області, Росія. Адміністративний центр Вазюцького сільського поселення.
Населення становить 571 особа (2010, 700 у 2002).
Національний склад станом на 2002 рік — росіяни 95 %.